# Elisabetta di Baviera in Trentino-Alto Adige

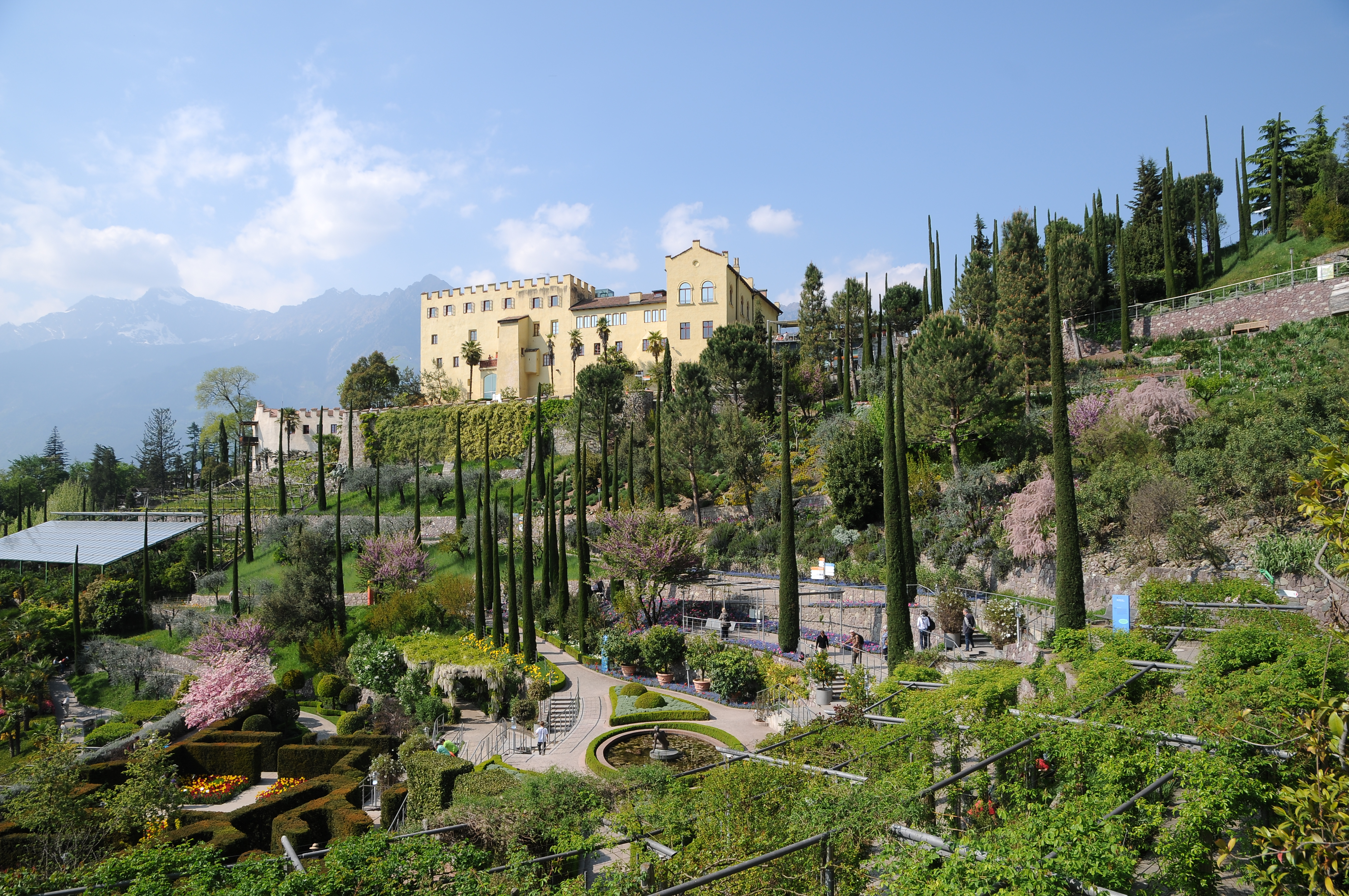
Castel Trauttmansdorff oggi

L'imperatrice d'Austria Elisabetta di Baviera, detta Sissi, visitò lungamente il Tirolo meridionale. 
Il primo viaggio fu a Merano nell'inverno del 1870, con la scusa di una difficoltà nella crescita della figlia Maria Valeria - prendendo alloggio presso Castel Trauttmansdorff.

Il Grand Hotel Karersee al tempo di Sissi col Latemar

Ritornò a Merano nell'anno successivo, per fare escursioni a piedi e a cavallo in Val Passiria (dove visitò l'antico stabilimento termale di Bagni di Mezzo). Questa volta l'imperatrice alloggiò presso Castel Rottenstein, di proprietà del cognato Carlo Ludovico. Nella zona del meranese Sissi avendo modo di ammirare i paesini dei dintorni come Scena (col castello neogotico e il mausoleo in onore dell'arciduca Giovanni), Tirolo, Parcines con le sue cascate, Marlengo, Avelengo, Naturno, Lana. In Val d'Ultimo, presso il Museo Etnografico della valle, si conservano gli stivaletti che Sissi utilizzava per andare in montagna e un frammento di mantello che la sovrana metteva quando cavalcava in zona.

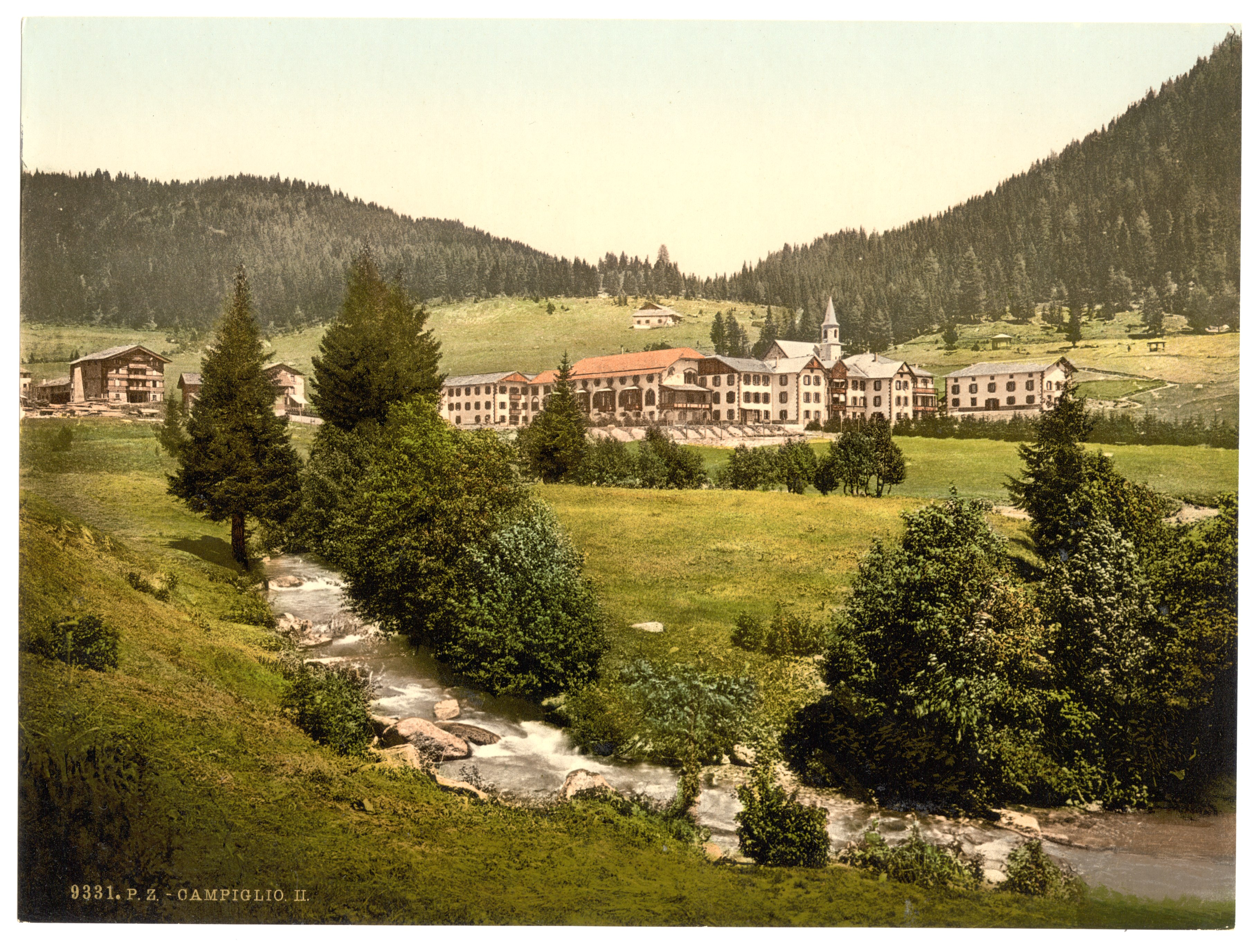
Madonna di Campiglio col Grand Hotel des Alpes, in primo piano, all'epoca di Sissi

Sissi ritornerà in Trentino-Alto Adige dopo la morte del figlio Rodolfo, in cerca di quiete e di pace. Nel settembre 1889 infatti giunse a Madonna di Campiglio prendendo alloggio presso l'antico Grand Hotel des Alpes, un tempo ospizio per i viandanti. La località e l'albergo erano stati suggeriti dall'arciduca Alberto d'Asburgo che conosceva la località di Arco, adiacente a Riva del Garda, ove aveva una villa. Qui l'imperatrice effettuò molte escursioni, salendo al monte Spinale (la passeggiata prende oggi il nome di Giro dell'Imperatrice) ammirando le cime del Lares, al Grosté con tappa al Rifugio Stoppani dal quale Sissi poté ammirare le Dolomiti del Gruppo del Brenta, dell'Adamello e della Presanella, al lago delle Malghette e alla pittoresca Vallesinella. Lungo il sentiero che sale al Grosté si può incontrare la cosiddetta "piazzetta Imperatrice" dove sta un masso sul quale è stato inciso A memoria-Erinnerung 6-14 sett. 1889 a ricordo del soggiorno di Sissi. Nel 2009 le è stata anche intitolata una piazza della località che oggi si chiama "Piazza Sissi".

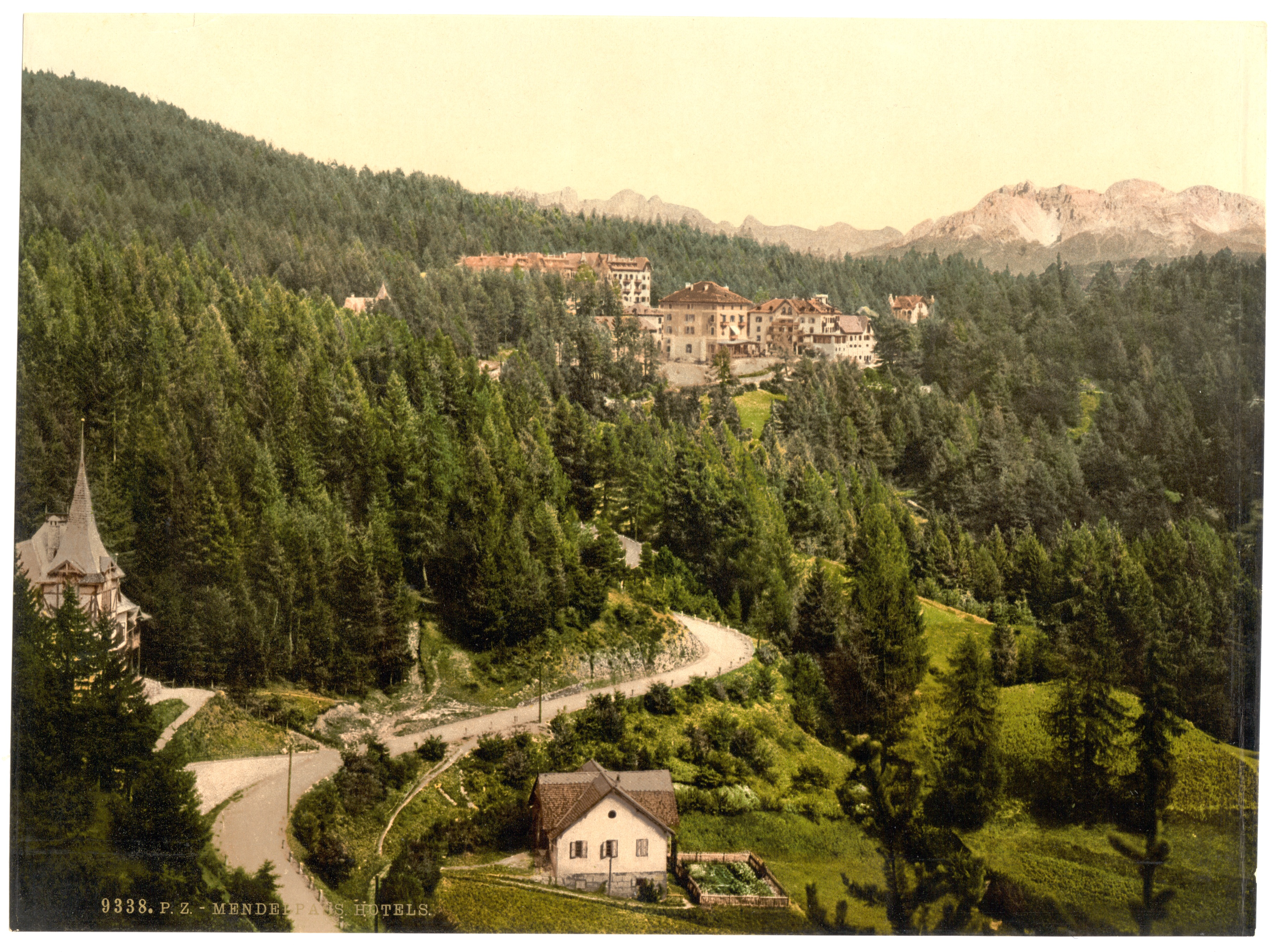
Il Passo della Mendola dopo il 1896. Le due strutture in alto a destra sono i due alberghi abitati da Elisabetta prima del loro ampliamento. A sinistra il Grand Hotel Penegal, oggi residence Villa Imperiale, dove Sissi non alloggiò mai.

Da Madonna di Campiglio ritornò a Merano, passando lungo la Val di Sole e la Val di Non, attraverso i paesini di Dimaro (dove si conserva un autografo dell'imperatrice e dell'imperatore presso l'Hotel Kaiserkrone), Malé, Revò, Cavareno, Ronzone e Ruffré fino ad arrivare al pittoresco passo della Mendola - confine naturale tra Trentino e Alto Adige - dove pernottò per una notte nella dépendance dell'Hotel Mendelhof, al tempo unico albergo al Passo.
L'indomani con la figlia Valeria salì al monte Penegal, discendendo poi a Caldaro verso la stazione di Castel Firmiano a piedi e raggiungendo nuovamente Merano. Alloggeranno nuovamente a Castel Trauttmansdorff e nuovamente fecero varie escursioni nei dintorni, recandosi pure a Castel Roncolo (al tempo di proprietà di Francesco Giuseppe), raggiunte in seguito dall'arciduca Francesco Salvatore che l'anno successivo avrebbe sposato Maria Valeria. Il gruppo si recò infine per due giorni sul lago di Garda, arrivando a Nago col treno, visitando Torbole, Arco e infine Riva del Garda dove alloggiarono presso l'Hotel Sonne Traffellini (oggi Hotel Sole). Il giorno seguente Sissi visitò le cascate del Varone, la chiesa dell'Inviolata per poi andare a Mori in carrozza e riprendere il treno per Merano. 

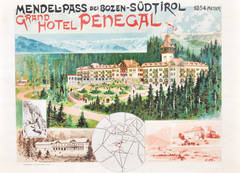
Il Grand Hotel Penegal a inizio Novecento, uno dei più lussuosi alberghi del Tirolo Meridionale

Sissi tornò in Trentino nel 1894, per recarsi a Madonna di Campiglio. visitando Castel Toblino, Bagni di Comano e Pinzolo. Alloggiò ancora presso il Grand Hotel des Alpes dove fu raggiunta anche da Francesco Giuseppe. Insieme fecero diverse escursioni al lago Ritorto, al monte Spinale, nuovamente al Grosté e al lago delle Malghette, alla Malga Brenta Alta, varie passeggiate nei dintorni presso Campo Carlo Magno. L'imperatore partì prima della moglie che anzi allungò la vacanza al Passo della Mendola alloggiando presso il nuovo Hotel Mendelpass, albergo di prim'ordine della famiglia Spreter, dove rimase tre giorni prendendo in affitto l'intero primo piano. Qui fece altre escursioni al Piccolo Penegal, al monte Roen e alla cima del monte Macaion. Non alloggiò invece nell'attuale condominio "Villa Imperiale", un tempo Grand Hotel Penegal, realizzato due anni dopo l'ultimo viaggio di Elisabetta al Passo della Mendola.

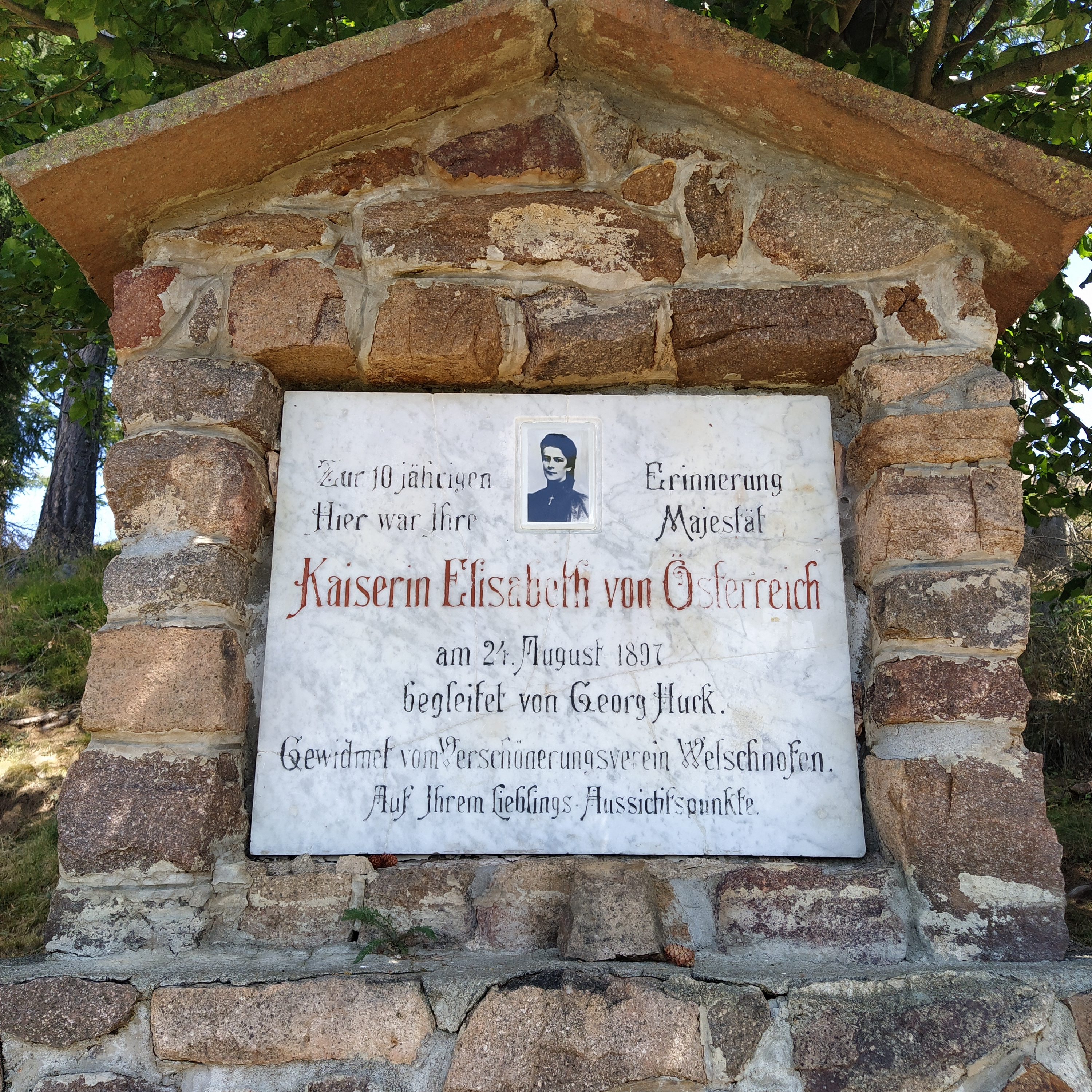
La targa a ricordo nella Elisabeth Promenade

L'ultima vacanza di Elisabetta in Alto Adige fu al lago di Carezza e a Merano nell'autunno 1897, un anno prima della morte. Al lago di Carezza alloggiò presso l'antico Grand Hotel Karersee del pioniere del turismo Theodor Christomannos - cugino del lettore di greco dell'imperatrice, presunto padre di Cléo de Mérode che si dice fosse dama di Corte di Sissi - che aveva costruito lussuosissimi alberghi a Solda e Trafoi dove aveva alloggiato la figlia Maria Valeria in occasione del viaggio di nozze. A Carezza l'imperatrice faceva brevi passeggiate nei dintorni del lago e ammirava il tramonto che tingeva di rosso le pareti del Catinaccio: la sua passeggiata preferita è stata trasformata in un sentiero commemorativo, Elisabeth-Promenade, che dalla strada principale conduce sulle alture di Nova Levante con una vista mozzafiato sul Latemar. Vi è un piccolo capitello in ricordo del decimo anniversario del viaggio di Elisabetta a Carezza. Le cronache del tempo raccontano che l'imperatrice desiderava raggiungere uno dei primi rifugi sulle Dolomiti: non specificato, si può credere possa essere uno dei seguenti - Rifugio Bergamo al Principe, il Rifugio Vajolet o addirittura il Rifugio Bolzano - poiché costruiti o ampliati in quegli anni, ma dovette desistere per le difficoltà del percorso.
A Merano l'imperatrice alloggiò presso l'Hotel Kaiserhof, oggi scuola alberghiera. Fece la cura dell'uva, secondo la moda dell'epoca, e visitò numerose località: Castel Labers, Castel Ramtez, Castel Fragsburg, Nalles, Vilpiano, Quarazze, Castel Scena, Castel Lebenberg, Tirolo. Lasciò Carezza e Merano prenotando già le sue vacanze per l'anno successivo, sia al Grand Hotel Karersee sia al Grand Hotel Trafoi, purtroppo però Sissi sarà assassinata il 10 settembre 1898. In Val Ridanna avevano lavorato lungamente per un anno al fine di creare un comodo collegamento che da Masseria, mediante l'impianto minerario della vallata, conducesse comodamente l'imperatrice al rifugio a lei dedicato (Kaiserin-Elisabeth-Schutzhaus, poi Becherhütte, infine Rifugio Biasi al Bicchiere dopo la seconda guerra mondiale), inaugurato il 18 agosto 1894, compleanno dell'imperatore, fra le montagne della Val Ridanna e dello Stubai.
Il 29 novembre 1897 è datata una lettera sottofirmata da Franz Joseph Österreicher e indirizzata al signor Francesco de Probizer, nella quale l'imperatrice si degnava di far visita al Tirolo, l'amato paese, senza mancare di passare per la simpatica Valle di Cei e di essere ospitata nella villa di Francesco, Villa Maria de Probizer. Questa promessa dell'imperatrice non poté però realizzarsi: infatti Elisabetta, ammalata e in preda alla malinconia, trascorse l'inverno tra il 1897 e il 1898 sulla riviera francese e, dieci mesi più tardi (il 10 settembre 1898), cessò di vivere perché venne assassinata mentre con una dama di corte si stava dirigendo, in incognito, verso il battello che da Ginevra, l'avrebbe portata a Montreux in Svizzera.

## Rievocazioni storiche in Trentino-Alto Adige
Ogni anno Madonna di Campiglio è sede del cosiddetto "Carnevale Asburgico", manifestazione culturale e turistica che vede fra i numerosi eventi sia rievocazioni in costume del periodo asburgico, sia conferenze e incontri culturali che mirano ad approfondire la conoscenza della vita a Campiglio nel periodo dell'imperatore Francesco Giuseppe. Il clou degli eventi si tiene all'interno del Grand Hotel des Alpes nel cosiddetto Salone Hofer, antico salone delle feste del vecchio albergo, unico superstite dei fasti dell'epoca di Sissi, interamente affrescato in stile Liberty con due ritratti di Sissi e Franz su fondo oro.
Anche ad Arco annualmente si svolge la tradizionale festa "Arco Asburgica" che fa rivivere al pubblico alcuni istanti dei fasti della Corte asburgica in vacanza sulle rive del lago di Garda. La manifestazione annuale "Arco com'era", organizzata dal Comitato Tradizioni, Usi e Costumi arcensi, ripropone un antico spezzone di vita rurale arcense, con vecchi mestieri, oggetti, arti e tradizioni tipiche tardo-ottocentesche, concludendosi con il corteo per le vie del centro e danze della Corte asburgica con gli ospiti.
A Merano, in occasione della festa dell'uva in autunno, si tiene un pittoresco corteo con alcuni figuranti che impersonano la coppia imperiale in vacanza nel meranese.